# 约翰尼·鲍姆
约翰·鲍姆（英語：John Baum，1946年6月17日—），美国NBA联盟职业篮球运动员。他在1969年的NBA选秀中第2轮第23顺位被芝加哥公牛选中。